# Chronicle: Best of the Works
Chronicle: Best Of The Works es un álbum de complicación de Dr. Dre de 2002.

## Lista De Canciones
1. Nuthin' But a "G" Thang" - Dr. Dre
2. Gin and Juice - Snoop Doggy Dogg
3. Afro Puffs - The Lady of Rage featuring Snoop Doggy Dogg
4. Natural Born Killaz - Dr Dre. and Ice Cube
5. Murder Was The Case - Snoop Doggy Dogg
6. Lil Ghetto Boy]
7. Let Me Ride
8. California Love - 2Pac featuring Dr Dre.
9. Fuck Wit Dre Day (and Everybody's Celebratin')
10. Serial Killa - Snoop Doggy Dogg featuring D.O.C., RBX and Tha Dogg Pound
11. Stranded on Death Row
12. Nuthin' but a "G" Thang [Remix]

- Datos: Q5114021